# كارل لووه
كارل لووه (بالألمانية: Carl Loewe)‏ هو مغني وملحن ألماني، ولد في 30 نوفمبر 1796 في Löbejün ‏ في ألمانيا، وتوفي في 20 أبريل 1869 في كيل في ألمانيا.

## وصلات خارجية
- كارل لووه على موقع IMDb (الإنجليزية)
- كارل لووه على موقع الموسوعة البريطانية (الإنجليزية)
- كارل لووه على موقع ميوزك برينز (الإنجليزية)
- كارل لووه على موقع إن إن دي بي (الإنجليزية)
- كارل لووه على موقع أول ميوزيك (الإنجليزية)
- كارل لووه على موقع ديسكوغز (الإنجليزية)